# Prusgirren
Prußgirren, 1932 bis 1945 Preußwalde, ist ein verlassener Ort im Rajon Krasnosnamensk der russischen Oblast Kaliningrad.
Der nächstliegende bewohnte Ort ist Ignatowo (Gaistauden) einen Kilometer südöstlich, schon im Rajon Neman gelegen.

## Geschichte

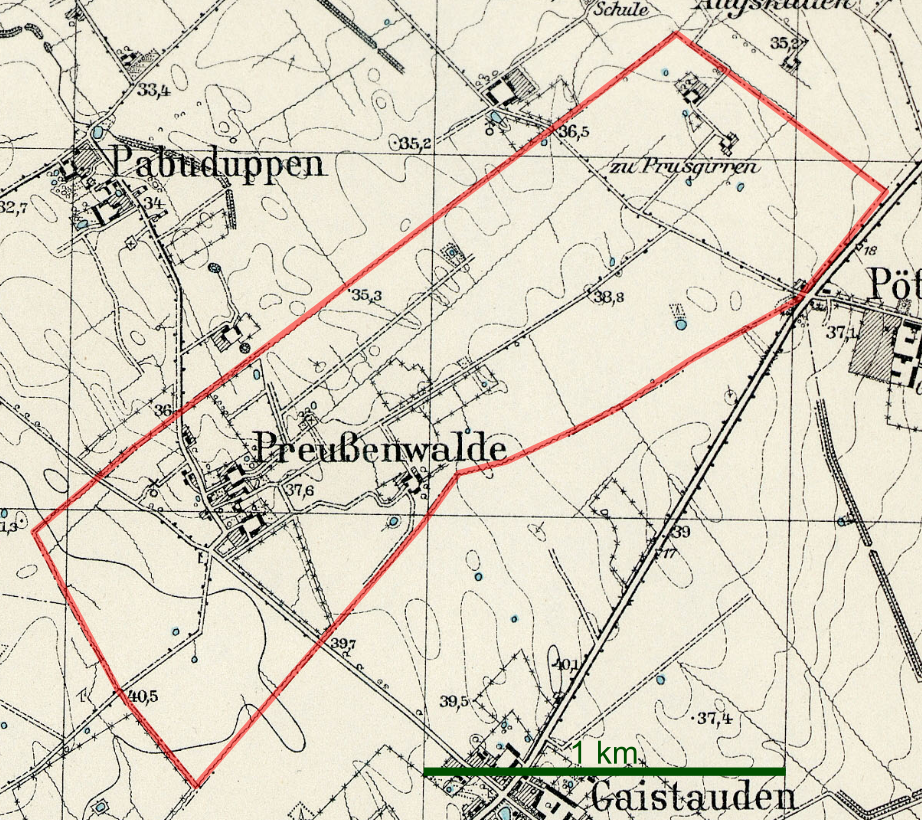
Die Landgemeinde Preußenwalde auf einem Messtischblatt von 1934

Prusgirren, auch Szirwey genannt, war im 18. Jahrhundert ein königliches Bauerndorf. Im Jahr 1874 wurde die Landgemeinde Prusgirren dem neu gebildeten Amtsbezirk Budwethen im Kreis Ragnit zugeordnet. 1932 wurde Prusgirren in Preußwalde umbenannt.
1945 kam der Ort in Folge des Zweiten Weltkrieges mit dem nördlichen Ostpreußen zur Sowjetunion. Über eine Wiederbesiedelung des Ortes ist nichts bekannt. Anschluss an einen der umliegenden neu gebildeten russischen Orte bekam er offenbar nicht mehr.

### Einwohnerentwicklung
| Jahr | Einwohner |
| ---- | --------- |
| 1867 | 89        |
| 1871 | 99        |
| 1885 | 111       |
| 1905 | 76        |
| 1910 | 79        |
| 1933 | 62        |
| 1939 | 67        |

## Kirche
Prusgirren/Preußwalde gehörte zum evangelischen Kirchspiel Budwethen.